# 영신초등학교
영신초등학교는 대한민국 대구광역시 동구에 있는 사립 초등학교다.

## 연혁
- 1963년 3월 4일 : 영신국민학교 설립 인가
- 1965년 3월 10일 : 영신국민학교 개교
- 1996년 3월 1일 : 영신초등학교로 명칭 변경